# Evi Hassapides Watson
Evi Hassapides Watson, conocida como Evdoxia Chasapidi (Corfu), es una música, cantautora y vocalista griega.
Evi Hassapides Watson es cantante y compositora, y además es famosa por ser "La Voz", vocalista líder de dos bandas icónicas underground griegas, No Man's Land y Echo Tattoo. También es vocalista de She Tames Chaos.
Watson, a quien la prensa musical especializada ha nombrado "reina de la clandestinidad griega" y "vocalista principal de Grecia", es considerada "una de las artistas femeninas más influyentes de Grecia".
Las primeras grabaciones de Watson se realizaron en una grabadora Sony a la edad de tres años, por su padre.